# Armenian Helicopters
Armenian Helicopters LLC ist eine armenische Fluggesellschaft mit  Sitz in Jerewan und Basis auf dem Flughafen Jerewan.

## Geschichte
Armenian Helicopters LLC wurde im Juni 2018 gegründet und ist die erste Fluggesellschaft Armeniens, die sich auf Hubschrauberflüge spezialisiert hat. Das Unternehmen erhielt ein Luftverkehrsbetreiberzeugnis von der Zivilluftfahrtbehörde Armeniens und den internationalen Airline-Code KAV von der International Civil Aviation Organization (ICAO).
Armenian Helicopters bietet eine breite Palette von Dienstleistungen an, darunter Charterflüge, Sightseeing-Touren, medizinische Evakuierungen und Hubschrauberverkäufe. Die Flotte besteht hauptsächlich aus Airbus H125/AS350 B3e und Robinson R66 Helikoptern, die für spezielle Flüge ausgelegt sind und jeweils bis zu 5 bzw. 4 Passagiere befördern können. Die Hauptvorteile der Helikopterflüge liegen darin, dass sie auf fast jedem vorbereiteten Gelände landen können, was sie ideal für schwer zugängliche Orte macht.
Das Unternehmen führt Flüge nicht nur in Armenien, sondern auch in Nachbarländern wie Georgien, der Türkei und Russland durch. Neben den Flügen bietet Armenian Helicopters auch technische Dienstleistungen, Schulungen für Privatpiloten und den Verkauf von Helikoptern an. Während der Offensive Aserbaidschans gegen die Republik Arzach im September 2023 half das Unternehmen bei der Evakuierung einer kranken Frau aus der Stadt Goris ins Erebuni Medical Center, eines der größten Krankenhäuser Armeniens. Nach einer Explosion eines Treibstofftanks  mit über 300 Verletztem in Berkadzor, nahe der Arzachischen Hauptstadt Stepanakert, brachte ein Helikopter der Armenian Helicopters ein Team aus Ärzten und medizinische Versorgung in die Region.

## Flotte
| Hubschraubertyp         | Anzahl | Luftfahrzeugkennzeichen | Anmerkungen                                             | Sitzplätze Piloten und Passagiere |
| ----------------------- | ------ | ----------------------- | ------------------------------------------------------- | --------------------------------- |
| Robinson R66            | 1      | EK-H001                 | Die Basis des Helikopters ist auf dem Flughafen Jerewan | 5                                 |
| Airbus Helicopters H130 | 1      | EK-H002                 | Die Basis des Helikopters ist auf dem Flughafen Erebuni | 5                                 |
| Airbus Helicopters H125 | 1      | EK-H004                 | Die Basis des Helikopters ist auf dem Flughafen Erebuni | 5                                 |
| Gesamt                  | 3      |                         |                                                         |                                   |